# Дзета-функция Римана

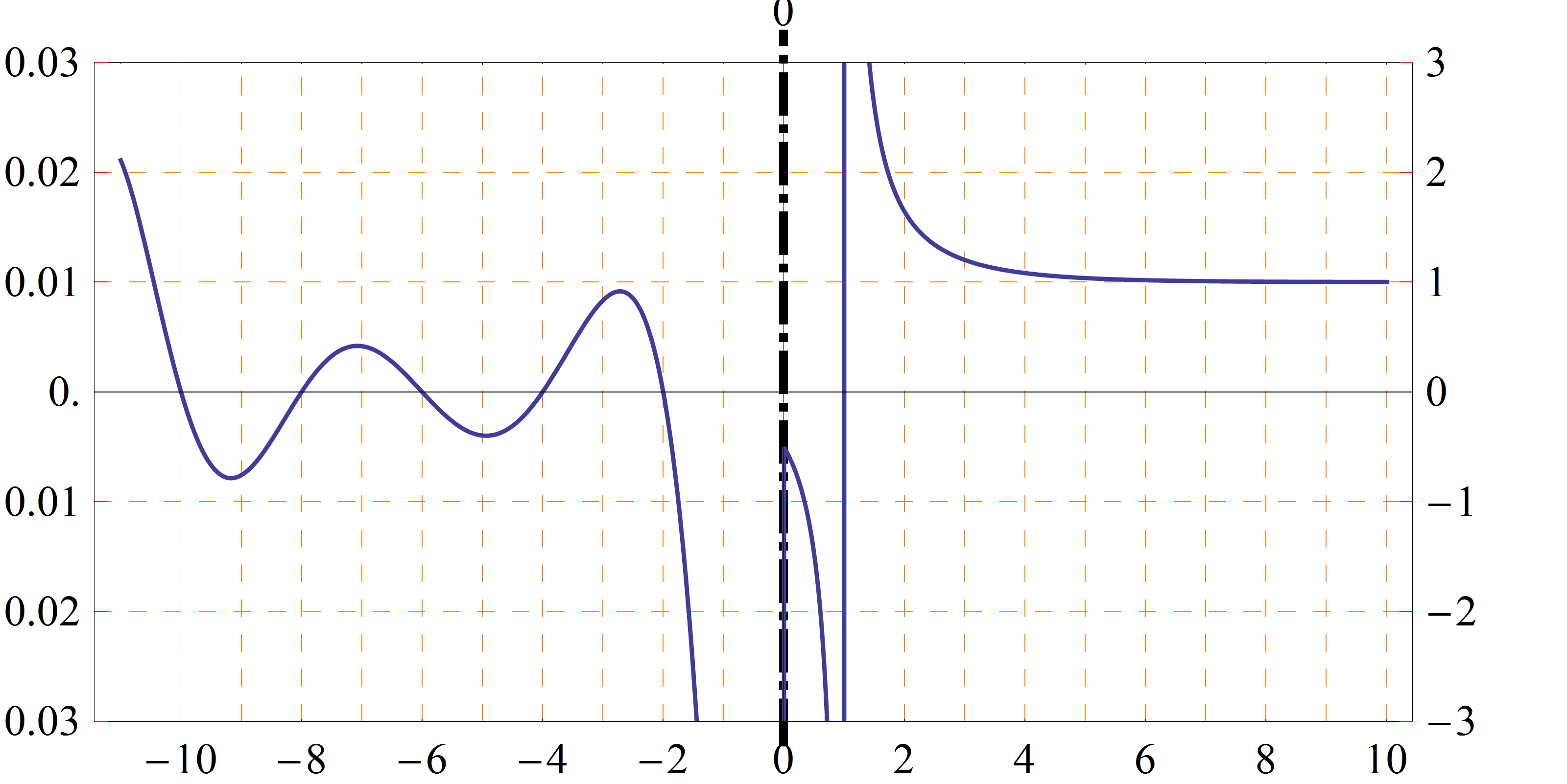
График дзета-функции Римана (аналитического продолжения ряда Дирихле) на действительной оси. Слева от нуля масштаб шкалы значений функции увеличен в 100 раз для наглядности

Дзе́та-фу́нкция Ри́мана — функция {\displaystyle \displaystyle \zeta (s)} комплексного переменного {\displaystyle s=\sigma +it}, при {\displaystyle \sigma >1}, определяемая с помощью ряда Дирихле:
{\displaystyle \zeta (s)={\frac {1}{1^{s}}}+{\frac {1}{2^{s}}}+{\frac {1}{3^{s}}}+\ldots .}
В комплексной полуплоскости {\displaystyle \{s\in \mathbb {C} \mid \operatorname {Re} s>1\}} этот ряд сходится, является аналитической функцией от {\displaystyle s} и допускает аналитическое продолжение на всю комплексную плоскость, за исключением особой точки {\displaystyle s=1}.
Дзета-функция Римана играет очень важную роль в аналитической теории чисел, имеет приложения в теоретической физике, статистике, теории вероятностей.
В частности, если будет доказана или опровергнута до сих пор ни доказанная, ни опровергнутая гипотеза Римана о положении всех нетривиальных нулей дзета-функции на прямой комплексной плоскости {\displaystyle \operatorname {Re} s=1/2}, то многие важные теоремы о простых числах, опирающиеся в доказательстве на гипотезу Римана, станут либо истинными, либо ложными.

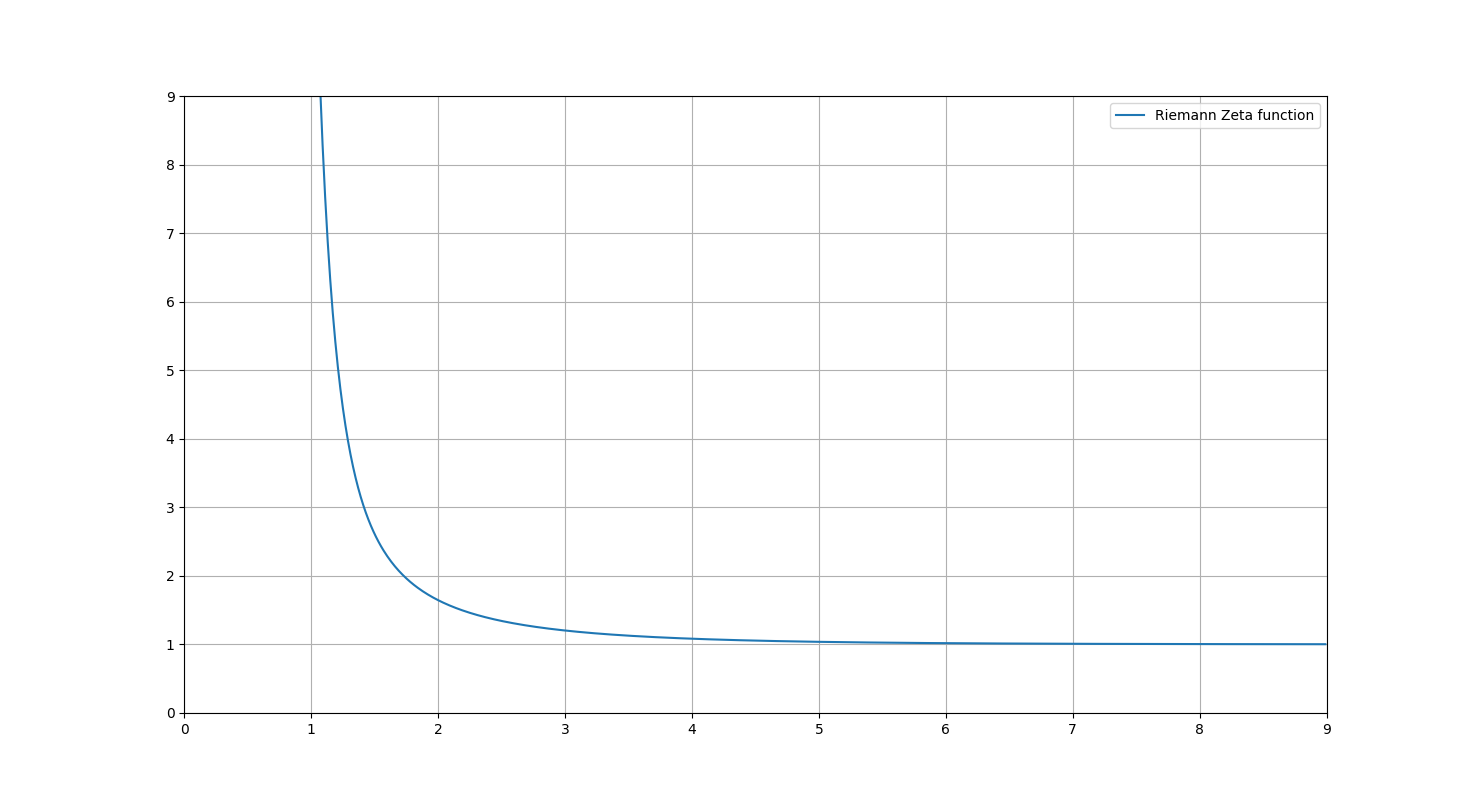
Дзета-функция Римана для вещественных s > 1

## Тождество Эйлера
В области {\displaystyle \{s\mid \operatorname {Re} s>1\}} также верно представление в виде бесконечного произведения (тождество Эйлера)
{\displaystyle \zeta (s)=\prod _{{\text{число }}p \atop {\text{простое}}}{\frac {1}{1-p^{-s}}}.}
Идея доказательства использует лишь простую алгебру, доступную прилежному школьнику. Изначально этим способом Эйлер вывел формулу. Есть свойство решета Эратосфена, из которого мы можем извлечь пользу:
{\displaystyle \zeta (s)=1+{\frac {1}{2^{s}}}+{\frac {1}{3^{s}}}+{\frac {1}{4^{s}}}+{\frac {1}{5^{s}}}+\ldots }
{\displaystyle {\frac {1}{2^{s}}}\zeta (s)={\frac {1}{2^{s}}}+{\frac {1}{4^{s}}}+{\frac {1}{6^{s}}}+{\frac {1}{8^{s}}}+{\frac {1}{10^{s}}}+\ldots }
Вычитая второе из первого, мы удаляем все элементы с делителем 2:
{\displaystyle \left(1-{\frac {1}{2^{s}}}\right)\zeta (s)=1+{\frac {1}{3^{s}}}+{\frac {1}{5^{s}}}+{\frac {1}{7^{s}}}+{\frac {1}{9^{s}}}+{\frac {1}{11^{s}}}+{\frac {1}{13^{s}}}+\ldots }
Повторяем для следующего:
{\displaystyle {\frac {1}{3^{s}}}\left(1-{\frac {1}{2^{s}}}\right)\zeta (s)={\frac {1}{3^{s}}}+{\frac {1}{9^{s}}}+{\frac {1}{15^{s}}}+{\frac {1}{21^{s}}}+{\frac {1}{27^{s}}}+{\frac {1}{33^{s}}}+\ldots }
Опять вычитаем, получаем:
{\displaystyle \left(1-{\frac {1}{3^{s}}}\right)\left(1-{\frac {1}{2^{s}}}\right)\zeta (s)=1+{\frac {1}{5^{s}}}+{\frac {1}{7^{s}}}+{\frac {1}{11^{s}}}+{\frac {1}{13^{s}}}+{\frac {1}{17^{s}}}+\ldots ,}
где удалены все элементы с делителями 2 и/или 3.
Как можно увидеть, правая сторона просеивается через решето. Бесконечно повторяя, получаем:
{\displaystyle \ldots \left(1-{\frac {1}{11^{s}}}\right)\left(1-{\frac {1}{7^{s}}}\right)\left(1-{\frac {1}{5^{s}}}\right)\left(1-{\frac {1}{3^{s}}}\right)\left(1-{\frac {1}{2^{s}}}\right)\zeta (s)=1.}
Поделим обе стороны на всё, кроме {\displaystyle \zeta (s)}, получим:
{\displaystyle \zeta (s)={\frac {1}{\left(1-{\dfrac {1}{2^{s}}}\right)\left(1-{\dfrac {1}{3^{s}}}\right)\left(1-{\dfrac {1}{5^{s}}}\right)\left(1-{\dfrac {1}{7^{s}}}\right)\left(1-{\dfrac {1}{11^{s}}}\right)\ldots }},}
что можно записать короче как бесконечное произведение по всем простым p:
{\displaystyle \zeta (s)=\prod _{p}{\frac {1}{1-p^{-s}}}.}
Чтобы сделать доказательство строгим, необходимо потребовать только лишь, чтобы, когда {\displaystyle \operatorname {Re} s>1}, просеиваемая правая часть приближалась к 1, что немедленно следует из сходимости ряда Дирихле для {\displaystyle \zeta (s)}.
Это равенство представляет собой одно из основных свойств дзета-функции.

## Свойства

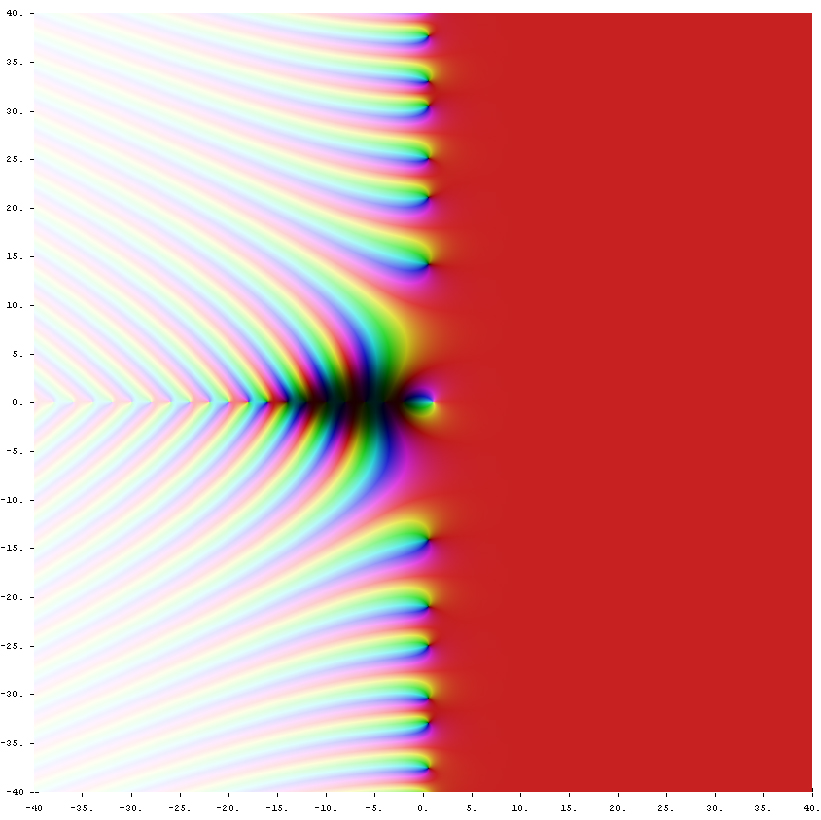
Дзета-функции Римана в комплексной плоскости

- Если взять асимптотическое разложение при {\displaystyle {N\rightarrow +\infty }} частичных сумм вида
{\displaystyle \sum \limits _{n=1}^{N}{\frac {1}{n^{s}}}=\zeta (s)+{\frac {1}{1-s}}N^{1-s}+{\frac {1}{2}}N^{-s}-{\frac {1}{12}}sN^{-1-s}+\dots },

справедливую для {\displaystyle {\rm {Re}}\,s>1}, она же останется верной и для всех {\displaystyle s}, кроме тех, для которых {\displaystyle 2-s\in {\mathbb {N} }} (это тривиальные корни дзета-функции). Из этого можно получить следующие формулы для {\displaystyle \zeta (s)}:
1. {\displaystyle \zeta (s)=\lim \limits _{N\rightarrow +\infty }\left(\sum \limits _{n=1}^{N}{\frac {1}{n^{s}}}-{\frac {N^{1-s}}{1-s}}\right)}, при {\displaystyle {\rm {Re}}\,s>0}, кроме {\displaystyle s=1};
2. {\displaystyle \zeta (s)=\lim \limits _{N\rightarrow +\infty }\left(\sum \limits _{n=1}^{N}{\frac {1}{n^{s}}}-{\frac {N^{1-s}}{1-s}}-{\frac {1}{2}}N^{-s}\right)}, при {\displaystyle {\rm {Re}}\,s>-1}, кроме {\displaystyle s=1} или {\displaystyle 0};
3. {\displaystyle \zeta (s)=\lim \limits _{N\rightarrow +\infty }\left(\sum \limits _{n=1}^{N}{\frac {1}{n^{s}}}-{\frac {N^{1-s}}{1-s}}-{\frac {1}{2}}N^{-s}+{\frac {1}{12}}sN^{-1-s}\right)}, при {\displaystyle {\rm {Re}}\,s>-2}, кроме {\displaystyle s=1}, {\displaystyle 0} или {\displaystyle -1} и т. д.

- Существуют явные формулы для значений дзета-функции в чётных целых точках:
{\displaystyle \zeta (2m)=(-1)^{m+1}{\frac {(2\pi )^{2m}}{2(2m)!}}B_{2m}}, где {\displaystyle \displaystyle B_{2m}} — число Бернулли.

В частности, {\displaystyle \zeta (2)={\frac {\pi ^{2}}{6}}} (ряд обратных квадратов), {\displaystyle \zeta (4)={\frac {\pi ^{4}}{90}},\ \ \zeta (6)={\frac {\pi ^{6}}{945}},\ \ \zeta (8)={\frac {\pi ^{8}}{9450}},\ \ \zeta (10)={\frac {\pi ^{10}}{93555}}}
- Кроме того, получено значение {\displaystyle \zeta (3)=-{\frac {\psi ^{(2)}(1)}{2}}}, где {\displaystyle \psi } — полигамма-функция;
- Про значения дзета-функции в нечётных целых точках известно мало: предполагается, что они являются иррациональными и даже трансцендентными, но пока (2019 г.) доказана только лишь иррациональность числа ζ(3) (Роже Апери, 1978), а также то, что среди значений ζ(5), ζ(7), ζ(9), ζ(11) есть хотя бы ещё одно иррациональное[1].
- При {\displaystyle \operatorname {Re} \,s>1}
  - {\displaystyle {\frac {1}{\zeta (s)}}=\sum _{n=1}^{\infty }{\frac {\mu (n)}{n^{s}}}}, где {\displaystyle \displaystyle \mu (n)} — функция Мёбиуса
  - {\displaystyle {\frac {\zeta (2s)}{\zeta (s)}}=\sum _{n=1}^{\infty }{\frac {\lambda (n)}{n^{s}}}}, где {\displaystyle \displaystyle \lambda (n)} — функция Лиувилля
  - {\displaystyle \zeta ^{2}(s)=\sum _{n=1}^{\infty }{\frac {\tau (n)}{n^{s}}}}, где {\displaystyle \displaystyle \tau (n)} — число делителей числа {\displaystyle \displaystyle n}
  - {\displaystyle {\frac {\zeta (s)}{\zeta (2s)}}=\sum _{n=1}^{\infty }{\frac {|\mu (n)|}{n^{s}}}}
  - {\displaystyle {\frac {\zeta ^{2}(s)}{\zeta (2s)}}=\sum _{n=1}^{\infty }{\frac {2^{\nu (n)}}{n^{s}}}}, где {\displaystyle \displaystyle \nu (n)} — число простых делителей числа {\displaystyle \displaystyle n}
  - {\displaystyle {\frac {\zeta ^{3}(s)}{\zeta (2s)}}=\sum _{n=1}^{\infty }{\frac {\tau (n^{2})}{n^{s}}}}
  - {\displaystyle {\frac {\zeta ^{4}(s)}{\zeta (2s)}}=\sum _{n=1}^{\infty }{\frac {(\tau (n))^{2}}{n^{s}}}}
- При {\displaystyle \operatorname {Re} \,s>2}
  - {\displaystyle {\frac {\zeta (s-1)}{\zeta (s)}}=\sum _{n=1}^{\infty }{\frac {\varphi (n)}{n^{s}}}}, где {\displaystyle \displaystyle \varphi (n)} — функция Эйлера
- {\displaystyle \displaystyle \zeta (s)} имеет в точке {\displaystyle \displaystyle s=1} простой полюс с вычетом, равным 1.
- При натуральных {\displaystyle s} верна следующая формула:
  - {\displaystyle \sum _{n=1}^{\infty }{\frac {\lfloor {\sqrt[{s}]{n}}\rfloor }{n(n+1)}}=\zeta (s)}[2]
- Дзета-функция при {\displaystyle \displaystyle s\neq 0,s\neq 1} удовлетворяет уравнению:
{\displaystyle \zeta (s)=2^{s}\pi ^{s-1}\sin \left({\pi s \over 2}\right)\Gamma (1-s)\zeta (1-s)},

где {\displaystyle \displaystyle \Gamma (z)} — гамма-функция Эйлера. Это уравнение называется функциональным уравнением Римана, хотя последний и не является ни его автором, ни тем, кто его первым строго доказал.
- Для функции
{\displaystyle \xi (s)={\frac {1}{2}}\pi ^{-s/2}s(s-1)\Gamma \left({\frac {s}{2}}\right)\zeta (s)},

введённой Риманом для исследования {\displaystyle \displaystyle \zeta (s)} и называемой кси-функцией Римана, это уравнение принимает вид:
{\displaystyle \displaystyle \ \xi (s)=\xi (1-s)}.

### Нули дзета-функции
Бернхард Риман представил 
Дзета-функцию в виде интеграла при {\displaystyle {\rm {Re}}\,s>1} :
{\displaystyle \zeta (s)={\frac {1}{\Gamma (s)}}\int _{0}^{\infty }{\frac {x^{s-1}}{e^{x}-1}}dx}
Из которого в последствии было получено аналитическое продолжение на всю комплексную плоскость.
Как следует из функционального уравнения Римана, в полуплоскости {\displaystyle \operatorname {Re} \,s<0} функция {\displaystyle \zeta (s)} имеет лишь простые нули в отрицательных чётных точках: {\displaystyle 0=\zeta (-2)=\zeta (-4)=\zeta (-6)=\dots }. Эти нули называются «тривиальными» нулями дзета-функции. Далее, {\displaystyle \zeta (s)\neq 0} при вещественных {\displaystyle s\in (0,1)}. Следовательно, все «нетривиальные» нули дзета-функции являются комплексными числами. Кроме того, они обладают свойством симметрии относительно вещественной оси и относительно вертикали {\displaystyle \operatorname {Re} \,s={\frac {1}{2}}} и лежат в полосе {\displaystyle 0\leqslant \operatorname {Re} \,s\leqslant 1}, которая называется критической полосой. Согласно гипотезе Римана, они все находятся на критической прямой {\displaystyle \operatorname {Re} \,s={\frac {1}{2}}}.

## Представления конкретных значений

### ζ(2)
Из формулы {\displaystyle 2\zeta (2m)=(-1)^{m+1}{\frac {(2\pi )^{2m}}{(2m)!}}B_{2m}}, где {\displaystyle \displaystyle B_{2m}} — число Бернулли, получаем, что {\displaystyle \zeta (2)={\frac {\pi ^{2}}{6}}}.

#### Другие представления в виде рядов
Ниже приведены другие ряды, сумма которых равна {\displaystyle \zeta (2)}:
{\displaystyle {\begin{aligned}\zeta (2)&=3\sum _{k=1}^{\infty }{\frac {1}{k^{2}{\binom {2k}{k}}}}\\\end{aligned}}}
{\displaystyle {\begin{aligned}\zeta (2)&=\sum _{i=1}^{\infty }\sum _{j=1}^{\infty }{\frac {(i-1)!(j-1)!}{(i+j)!}}\end{aligned}}}
Существуют также представления для {\displaystyle \zeta (2)} вида формулы Бэйли — Боруэйна — Плаффа, позволяющие в некоторых системах счисления вычислять {\displaystyle k}-й знак его записи без вычисления предыдущих:
{\displaystyle {\begin{aligned}\zeta (2)={\frac {27}{4}}\sum _{k=0}^{\infty }{\frac {1}{64^{k}}}\left[{\frac {16}{(6k+1)^{2}}}-{\frac {24}{(6k+2)^{2}}}-{\frac {8}{(6k+3)^{2}}}-{\frac {6}{(6k+4)^{2}}}+{\frac {1}{(6k+5)^{2}}}\right]\end{aligned}}}
{\displaystyle {\begin{aligned}\zeta (2)={\frac {4}{9}}\sum _{k=0}^{\infty }{\frac {1}{729^{k}}}\left[{\frac {243}{(12k+1)^{2}}}-{\frac {405}{(12k+2)^{2}}}-{\frac {81}{(12k+4)^{4}}}-{\frac {27}{(12k+5)^{2}}}-\right.\\-\left.{\frac {72}{(12k+6)^{2}}}-{\frac {9}{(12k+7)^{2}}}-{\frac {9}{(12k+8)^{2}}}-{\frac {5}{(12k+10)^{2}}}+{\frac {1}{(12k+11)^{2}}}\right]\end{aligned}}}

#### Интегральные представления
Ниже приведены формулы для {\displaystyle \zeta (2)} с участием интегралов, полученные с использованием дзета-функции Римана:
{\displaystyle {\begin{aligned}\zeta (2)&=-\int _{0}^{1}{\frac {\log x}{1-x}}\,dx\\[6pt]&=\int _{0}^{\infty }{\frac {x}{e^{x}-1}}\,dx\\[6pt]&=\int _{0}^{1}{\frac {(\log x)^{2}}{(1+x)^{2}}}\,dx\\[6pt]&=2+2\int _{1}^{\infty }{\frac {\lfloor x\rfloor -x}{x^{3}}}\,dx\\[6pt]&=\exp \left(2\int _{2}^{\infty }{\frac {\pi (x)}{x(x^{2}-1)}}\,dx\right)\\[6pt]&=\int _{0}^{1}\int _{0}^{1}{\frac {dx\,dy}{1-xy}}\\[6pt]&={\frac {4}{3}}\int _{0}^{1}\int _{0}^{1}{\frac {dx\,dy}{1-(xy)^{2}}}\\[6pt]&=\int _{0}^{1}\int _{0}^{1}{\frac {1-x}{1-xy}}\,dx\,dy+{\frac {2}{3}}.\end{aligned}}}

#### Цепные дроби
Некоторые из представлений {\displaystyle \zeta (2)} в виде цепных дробей были получены в связи с аналогичными представлениями для константы Апери {\displaystyle \zeta (3)}, дающими возможность доказать её иррациональность.
{\displaystyle \zeta (2)={\cfrac {2}{1+{\cfrac {1^{4}}{3+{\cfrac {2^{4}}{5+{\cfrac {3^{4}}{7+{\cfrac {\dots }{\dots +{\cfrac {n^{4}}{(2n-1)+\dots }}}}}}}}}}}}} 
{\displaystyle \zeta (2)=1+{\cfrac {1}{1+{\cfrac {1^{2}}{1+{\cfrac {1\cdot 2}{1+{\cfrac {2^{2}}{1+{\cfrac {2\cdot 3}{1+{\cfrac {3^{2}}{1+{\cfrac {\dots }{\dots +{\cfrac {n^{2}}{1+{\cfrac {n\cdot (n+1)}{1+\dots }}}}}}}}}}}}}}}}}}} 
{\displaystyle \zeta (2)={\cfrac {5}{3+{\cfrac {1^{4}}{25+{\cfrac {2^{4}}{69+{\cfrac {3^{4}}{135+{\cfrac {\dots }{\dots +{\cfrac {n^{4}}{(11n^{2}-11n+3)+\dots }}}}}}}}}}}}}
{\displaystyle \zeta (2)={\frac {5}{3}}+{\cfrac {1}{25+{\cfrac {1^{4}}{69+{\cfrac {2^{4}}{135+{\cfrac {3^{4}}{223+{\cfrac {\dots }{\dots +{\cfrac {n^{4}}{(11n^{2}+11n+3)+\dots }}}}}}}}}}}}}

### ζ(3)
Одним из наиболее коротких представлений является {\displaystyle \zeta (3)=-{\frac {\psi ^{(2)}(1)}{2}}}, получаем, что {\displaystyle \zeta (3)\approx 1.2020569031595942853997381615114499907649862923404988817922715553...} , где {\displaystyle \psi } — полигамма-функция.

#### Интегральные представления
{\displaystyle {\begin{aligned}\zeta (3)&=\int _{0}^{1}{\frac {\ln x\ln(1-x)}{x}}\,dx\\[6pt]&={\frac {1}{2}}\int _{0}^{1}{\frac {\ln ^{2}x}{1-x}}\,dx\\[6pt]&=-{\frac {1}{6}}\int _{0}^{1}{\frac {\ln ^{3}x}{(1-x)^{2}}}\,dx\end{aligned}}}

#### Цепные дроби
Цепная дробь для константы Апери (последовательность A013631 в OEIS) выглядит следующим образом:
{\displaystyle \zeta (3)=[1;4,1,18,1,1,1,4,1,9,9,2,1,1,1,2,7,1,1,7,11,1,1,1,\cdots ]=}
{\displaystyle =1+{\cfrac {1}{4+{\cfrac {1}{1+{\cfrac {1}{18+{\cfrac {1}{1+\ldots }}}}}}}}\;}
Первую обобщённую цепную дробь для константы Апери, имеющую закономерность, открыли независимо Стилтьес и Рамануджан:
{\displaystyle \zeta (3)=1+{\cfrac {1}{4+{\cfrac {1^{3}}{1+{\cfrac {1^{3}}{12+{\cfrac {2^{3}}{1+{\cfrac {2^{3}}{20+{\cfrac {3^{3}}{1+{\cfrac {3^{3}}{28+{\cfrac {\dots }{\dots +{\cfrac {n^{3}}{1+{\cfrac {n^{3}}{4(2n+1)+\dots }}}}}}}}}}}}}}}}}}}}}
Она может быть преобразована к виду:
{\displaystyle \zeta (3)=1+{\cfrac {1}{5-{\cfrac {1^{6}}{21-{\cfrac {2^{6}}{55-{\cfrac {3^{6}}{119-{\cfrac {4^{6}}{225-{\cfrac {\dots }{\dots +{\cfrac {n^{6}}{(2n^{3}+3n^{2}+11n+5)+\dots }}}}}}}}}}}}}}}
Апери смог ускорить сходимость цепной дроби для константы:
{\displaystyle \zeta (3)={\frac {6}{5}}-{\cfrac {1^{6}}{117-{\cfrac {2^{6}}{535-{\cfrac {3^{6}}{1436-{\cfrac {4^{6}}{3105-{\cfrac {\dots }{\dots +{\cfrac {n^{6}}{(34n^{3}+51n^{2}+27n+5)+\dots }}}}}}}}}}}}}

### ζ(4)
Из формулы {\displaystyle 2\zeta (2m)=(-1)^{m+1}{\frac {(2\pi )^{2m}}{(2m)!}}B_{2m}}, где {\displaystyle \displaystyle B_{2m}} — число Бернулли, получаем, что {\displaystyle \zeta (4)={\frac {\pi ^{4}}{90}}}.

### ζ(5)
Одним из наиболее коротких представлений является {\displaystyle \zeta (5)=-{\frac {\psi ^{(4)}(1)}{24}}}, получаем, что {\displaystyle \zeta (5)\approx 1.0369277551433699263313654864570341680570809195019128119741926779...} , где {\displaystyle \psi } — полигамма-функция.

## Обобщения
Существует довольно большое количество специальных функций, связанных с дзета-функцией Римана, которые объединяются общим названием дзета-функции и являются её обобщениями. Например:
- Дзета-функция Гурвица:
{\displaystyle \zeta (s,q)=\sum _{k=0}^{\infty }(k+q)^{-s},}

которая совпадает с дзета-функцией Римана при q = 1 (так как суммирование ведётся от 0, а не от 1).
- Полилогарифм:
{\displaystyle \mathrm {Li} _{s}(z)=\sum _{k=1}^{\infty }{z^{k} \over k^{s}},}

который совпадает с дзета-функцией Римана при z = 1.
- Дзета-функция Лерха:
{\displaystyle \Phi (z,s,q)=\sum _{k=0}^{\infty }{\frac {z^{k}}{(k+q)^{s}}},}

которая совпадает с дзета-функцией Римана при z = 1 и q = 1 (так как суммирование ведётся от 0, а не от 1).
- Квантовый аналог (q-аналог).

## Аналогичные конструкции
В теории гауссовых интегралов по траекториям возникает задача регуляризации детерминантов. Одним из подходов к её решению является введение дзета-функции оператора. Пусть {\displaystyle A} — неотрицательно определённый самосопряжённый оператор, имеющий чисто дискретный спектр {\displaystyle \mathrm {spec} A=\mathrm {diag} \{\lambda _{1},\lambda _{2},\dots \}}. Причём существует вещественное число {\displaystyle \alpha >0}, такое, что оператор {\displaystyle (I+A)^{-\alpha }} имеет след. Тогда дзета-функция {\displaystyle \zeta _{A}(s)} оператора {\displaystyle A} определяется для произвольного комплексного числа {\displaystyle s}, лежащего в полуплоскости {\displaystyle \mathrm {Re} s>\alpha }, может быть задана сходящимся рядом
{\displaystyle \zeta _{A}(s)=\sum _{\lambda _{n}\neq 0}{\frac {1}{\lambda _{n}^{s}}}}
Если заданная таким образом функция допускает аналитическое продолжение на область, содержащую некоторую окрестность точки {\displaystyle s=0}, то на её основе можно определить регуляризованный детерминант оператора {\displaystyle A} в соответствии с формулой
{\displaystyle \det \,'A=e^{-{\frac {d\zeta _{A}}{ds}}(0)}.}

## История
Как функция вещественной переменной дзета-функция была введена в 1737 году Эйлером, который и указал её разложение в произведение.
Затем эта функция рассматривалась Дирихле и, особенно успешно, Чебышёвым при изучении закона распределения простых чисел.
Однако наиболее глубокие свойства дзета-функции были обнаружены позднее, после работы Римана (1859), где дзета-функция рассматривалась как функция комплексного переменного.